# Megamphopus elephantis
Megamphopus elephantis är en kräftdjursart som beskrevs av K. H. Barnard 1932. Megamphopus elephantis ingår i släktet Megamphopus och familjen Isaeidae. Inga underarter finns listade i Catalogue of Life.